# Església de Dreifaltigkeitsberg

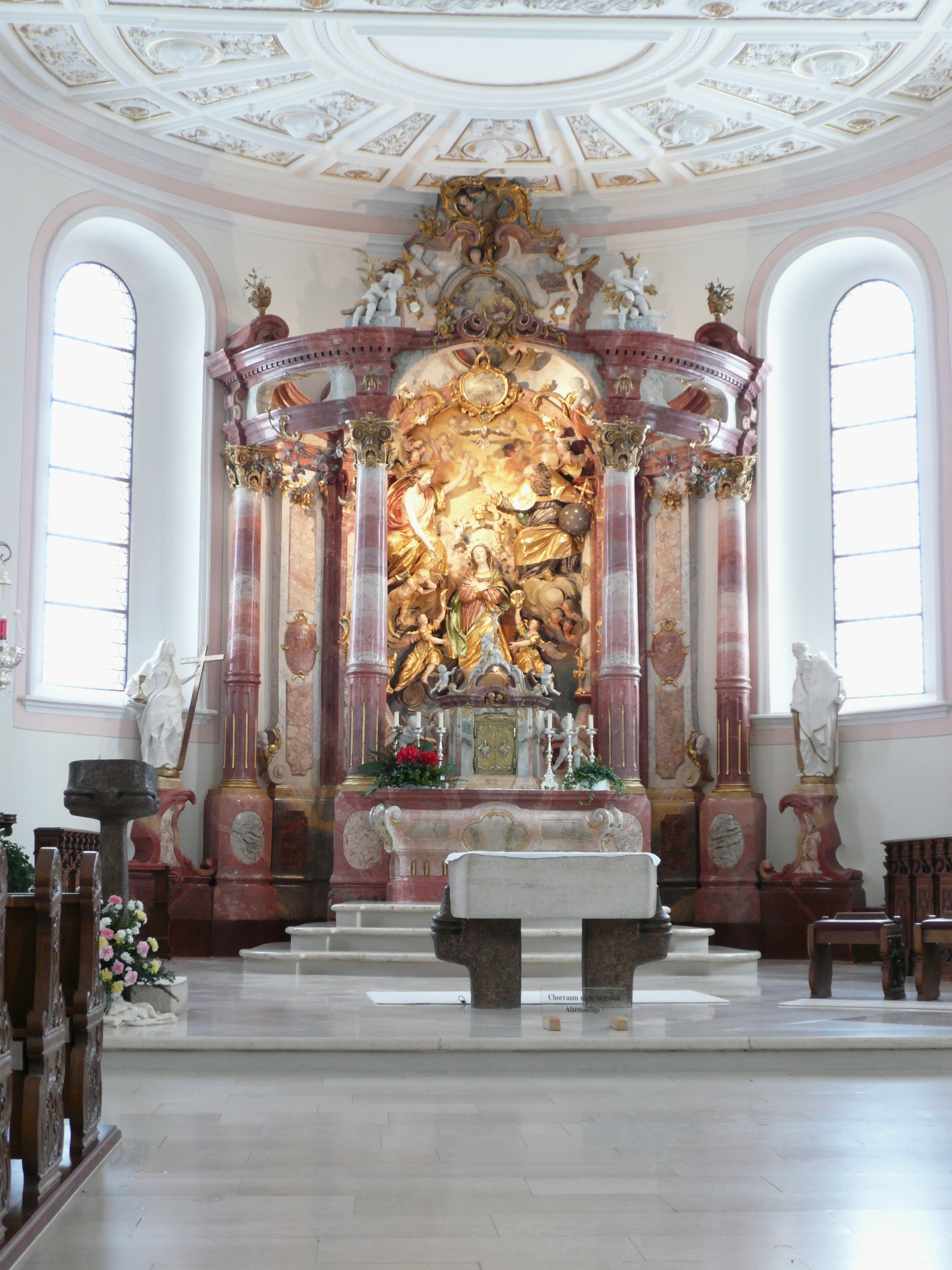
Imatge de l'interior del temple

L'església de Dreifaltigkeitsberg o església de la Trinitat, és un centre de pelegrinatge catòlic situat a la muntanya de Dreifaltigkeitsberg, elevada sobre la petita ciutat de Spaichingen al districte de Tuttlingen a Baden-Württemberg. La parròquia pertany a la diòcesi de Rottenburg-Stuttgart i és un monument arquitectònic protegit per l'administració de Baden-Württemberg. És un temple vinculat als claretians des del 1924.

## Descripció
L'església va ser construïda al lloc d'un edifici medieval anterior consagrat l'any 1415, que va ser construït en lloc d'un lloc de culte celta. L'any 1666 es va col·locar la primera pedra de l'església de pelegrinatge i la consagració es va fer l'any 1673. La torre de l'església de carreu a l'oest de la nau es va construir entre 1693 i 1699. La cúpula original va ser destruïda per un llamp al segle XVIII i va ser substituïda per una estructura octogonal amb plataforma el 1842.
Durant la dècada del 1760 l'església cruciforme s'amplià afegint-hi un transsepte amb una cúpula creuada plana i afegint-hi un cor retractat tancat per tres costats a llevant. Durant aquest temps també s'hi va afegir la sagristia. D'aquesta època també provenen els mobles del barroc tardà.
Una primera renovació va tenir lloc a la dècada del 1850. Entre 1876 i 1883 el cor i la nau van ser restaurats i pintats. L'any 1974 es va redissenyar l'interior i es va substituir el paviment.
El mobiliari de l'església inclou un altar major, que s'atribueix a Joseph Anton Feuchtmayer. Al retaule s'integra un quadre miraculós d'Anton Joseph Schupp. A la nau hi ha estàtues de l'arcàngel Miquel i l'arcàngel Gabriel. L'orgue va ser construït l'any 1889 per Anton Braun.
També hi ha una escultura de sant Antoni Maria Claret, fundador dels claretians, ja que aquest temple té una forta vinculació amb la congregació des del 1924.